# Emile Wendling
Pour les articles homonymes, voir Wendling (homonymie).
Emile Wendling, né le 10 mai 1913 à Rockerhausen et guillotiné le 27 septembre 1943 à la prison Roter Ochse de Halle-an-der-Saale , est un résistant français batelier du Rhin.

## Biographie
Il est le fils d' Emile Wendling, batelier alsacien et de Marie Klaus. Il quitte la péniche familiale pour une école primaire à Reims où il est logé chez des amis à ses parents. Il revient à bord pour faire son apprentissage de batelier, jusqu'en 1931. Puis il a la responsabilité de différentes péniches pour plusieurs sociétés de navigation fluviale,,.
De 1932 à 1935, il effectue son service militaire à bord du destroyer Tornade. Il est basé à Toulon,. 
En 1936, Emile épouse Jeanne Lieby, née le 17 novembre 1914 à Kembs, elle est la sœur de Charles Lieby. Ils auront une fille prénommée Jeanne,,.
Lorsque la Seconde Guerre mondiale éclate, il est mobilisé à Toulon. À sa démobilisation, il rentre en Alsace annexée de fait et travaille à bord de la péniche La Pierre pour la compagnie de navigation fluviale Vongerichten à Illkirch-Graffenstaden. Il effectue régulièrement des trajets entre Strasbourg et Bâle sur le Rhin mais aussi entre Strasbourg et Sarrebruck par les différents canaux. 

### Résistance
Il participe à une filière d'évasion de prisonniers de guerre (PG) en les transportant dans sa péniche en Suisse,. 
En 1942, il fait la connaissance de Lucien Jacob qui travaille pour un agent des renseignements britannique à Bâle. Afin de vérifier l'efficacité des bombardements alliés, il lui demande de recueillir des données sur les destructions subies par les voies de communication et les usines d'armement en Alsace et en Sarre,. En août de la même année, lors d'une escale à Bâle, il demande à son beau-frère, Charles Lieby de l'aider dans cette tâche.
Fin août, à son arrivée à Sarrebruck, il assiste au bombardement de la ville par l'aviation alliée. À la mi-septembre, cela lui permet de remettre un rapport détaillé à Lucien Jacob à Strasbourg,,.

### Arrestation, jugement
Le 29 octobre 1942, à la suite d'une dénonciation, Emile Wendling est arrêté au Port du Rhin à Strasbourg en même temps que tout le groupe de Lucien Jacob : Joseph-Louis Metzger, Charles Lieby, Berthe Schenck et Georgette Schenck. Il est incarcéré à la prison de Kehl puis transféré à la prison de Alt Moabit de Berlin.
Les 26 et 27 mai 1943, le groupe comparait, pour espionnage, devant le 4ème Sénat du Reichskriegsgericht, présidé par le juge Biron. Emile Wendling, comme les trois autres bateliers, est condamné à la peine de mort pour « intelligence avec l'ennemi et haute trahison », ainsi qu'au paiement de 800 Reichsmarks et 40 Francs suisses devant servir à récompenser le ou les dénonciateurs. Le 24 juin 1943, le recours en grâce rejeté,,.
Le 27 septembre 1943, il est guillotiné, par le bourreau Ernst Reindel, à la prison Roter Ochse de Halle-an-der-Saale en même temps que ses trois camarades.
Il est incinéré le 30 septembre. L'urne est déposée au cimetière Sainte-Gertrude de Halle-an-der-Saale,. Elle est rapatriée en France le 17 août 1948.
Jeanne Wendling est arrêtée en même temps que son mari. Elle est emprisonnée à la prison de Kehl où elle est interrogée et torturée. Ne connaissant rien des activités clandestines de son époux, elle ne parle pas et elle est libérée le 14 novembre 1942,.

## Reconnaissance
Le 31 décembre 1947, Emile Wendling est cité à l'ordre du corps d'armée avec cette citation suivante :

« Fervent patriote, a fait partie d'une importante filière de rapatriements de prisonniers évadés. S'est occupé particulièrement de leur passage de la frontière suisse sur son bateau.
Arrêté le 29. 10. 1942, a été condamné à mort par le Reichskriegsgericht de Berlin pour haute trahison et exécuté le 27. 09. 1943 à Halle-sur-Saale.
Par son patriotisme, son intelligence et son dévouement de tous les instants, a bien servi la cause de la Résistance. »

## Distinctions
Il est déclaré « Mort en déportation ».
- Médaille de la Résistance française par décret du 26 juin 1956[9].